# 風呂本惇子
風呂本 惇子（ふろもと あつこ、1939年3月12日 - ）は、日本の英文学者、翻訳家。専門はアメリカ黒人文学、カリブ文学。

## 人物・ 来歴
東京生まれ。東京都立大学大学院英文科修了。神戸女子大学助教授、神戸女学院大学教授、奈良女子大学教授、2002年定年退官、城西国際大学教授、2012年退職。
夫は英文学者の風呂本武敏。

## 著書
- 『アメリカ黒人文学とフォークロア』（山口書店） 1986.11

### 共編著
- 『アメリカ文学とニューオーリンズ』（編著、鷹書房、弓プレス） 2001.10
- 『カリブの風 英語文学とその周辺』 （鷹書房、弓プレス） 2004.10
- 『英語文学とフォークロア 歌、祭り、語り』（松本昇共編、南雲堂フェニックス） 2008.12
- 『新たなるトニ・モリスン その小説世界を拓く』（松本昇,鵜殿えりか,森あおい共編著、金星堂） 2017.3

### 翻訳
- 『現代アイルランド短編小説集』（風呂本武敏共訳、公論社） 1978.9
- 『ニャンガの昔話』（ダニエル・ビーブイック,カホンボ・C・マテエネ編、楠瀬佳子共訳、同朋舎出版、アフリカ昔話叢書） 1983
- 『真夜中の太陽 新ミステリーゾーン』（ロッド・サーリング、風呂本武敏共訳、山口書店） 1983.9
- 『アリス・ウォーカー短篇集 愛と苦悩のとき』（アリス・ウォーカー、楠瀬佳子共訳、山口書店） 1985.5
- 『言いわけしないで ビリー・ホリデイの歌』（アレクシス・デヴォー、山田裕康共訳、国文社） 1986.12
- 『ある讃歌』（ポール・マーシャル、山口書店） 1990.5
- 『キンドレッド きずなの招喚』（オクテイヴィア・バトラー、岡地尚弘共訳、山口書店） 1992.1  
のち改題『キンドレッド』（河出文庫） 2021.11
- 『アニー・ジョン』（ジャメイカ・キンケイド、学芸書林） 1993.1
- 『ルーシー』（ジャメイカ・キンケイド、学芸書林） 1993.11
- 『詩人シルヴィア・プラスの生涯』（アン・スティーブンソン、晶文社） 1994.7
- 『愛と哀 アメリカ黒人女性労働史』（ジャクリーン・ジョーンズ、高見恭子,寺山佳代子訳、學藝書林） 1997.5
- 『豹と鞭 ラングストン・ヒューズ詩集』（ラングストン・ヒューズ、古川博巳共訳、国文社） 1998.6
- 『わたしはティチューバ セイラムの黒人魔女』（マリーズ・コンデ、西井のぶ子共訳、新水社、ウイメンズブックス) 1998
- 『風の巻く丘』（マリーズ・コンデ、元木淳子,西井のぶ子共訳、新水社） 2008.12
- 『プラムバン 道徳とは縁のない話』（ジェシー・レドモン・フォーセット著、監訳、阪口瑞穂,戸田由紀子,柴﨑小百合,井上怜美,藤岡住恵訳、新水社） 2013.4
- 『クローテル 大統領の娘』（ウィリアム・ウェルズ・ブラウン、 松柏社、アメリカ古典大衆小説コレクション） 2015.2
- 『共和国のロマンス』（リディア・マリア・チャイルド著、監訳、柳楽有里,柴崎小百合,田中千晶,時里祐子,横田由理訳、新水社） 2016.3